# Thomas Florschütz
Thomas Florschütz (Sonneberg, RDA, 20 de febrero de 1978) es un deportista alemán que compitió en bobsleigh en las modalidades doble y cuádruple. Su hermano André compitió en luge.
Participó en dos Juegos Olímpicos de Invierno, obteniendo una medalla de plata en Vancouver 2010, en la prueba doble (junto con Richard Adjei), y el quinto lugar en Sochi 2014, en la misma prueba.
Ganó cinco medallas en el Campeonato Mundial de Bobsleigh entre los años 2008 y 2013, y diez medallas en el Campeonato Europeo de Bobsleigh entre los años 2009 y 2014.

## Palmarés internacional
| Juegos Olímpicos   | Juegos Olímpicos             | Juegos Olímpicos  | Juegos Olímpicos |
| Año                | Lugar                        | Medalla           | Prueba           |
| ------------------ | ---------------------------- | ----------------- | ---------------- |
| 2010               | Vancouver (Canadá)           | Medalla de plata  | Doble            |
| Campeonato Mundial |                              |                   |                  |
| Año                | Lugar                        | Medalla           | Prueba           |
| 2008               | Altenberg (Alemania)         | Medalla de plata  | Doble            |
| 2009               | Lake Placid (Estados Unidos) | Medalla de oro    | Equipo           |
| 2009               | Lake Placid (Estados Unidos) | Medalla de plata  | Doble            |
| 2011               | Königssee (Alemania)         | Medalla de plata  | Doble            |
| 2013               | Sankt Moritz (Suiza)         | Medalla de bronce | Doble            |
| Campeonato Europeo |                              |                   |                  |
| Año                | Lugar                        | Medalla           | Prueba           |
| 2009               | Sankt Moritz (Suiza)         | Medalla de plata  | Cuádruple        |
| 2009               | Sankt Moritz (Suiza)         | Medalla de bronce | Doble            |
| 2010               | Igls (Austria)               | Medalla de bronce | Cuádruple        |
| 2011               | Winterberg (Alemania)        | Medalla de plata  | Doble            |
| 2011               | Winterberg (Alemania)        | Medalla de plata  | Cuádruple        |
| 2012               | Altenberg (Alemania)         | Medalla de oro    | Doble            |
| 2012               | Altenberg (Alemania)         | Medalla de bronce | Cuádruple        |
| 2013               | Igls (Austria)               | Medalla de plata  | Doble            |
| 2013               | Igls (Austria)               | Medalla de bronce | Cuádruple        |
| 2014               | Königssee (Alemania)         | Medalla de bronce | Doble            |